# Лунка (Граждурі, Ясси)
Лунка (рум. Lunca) — село у повіті Ясси в Румунії. Входить до складу комуни Граждурі.
Село розташоване на відстані 301 км на північ від Бухареста, 23 км на південь від Ясс.

## Населення
За даними перепису населення 2002 року у селі проживали 95 осіб, усі — румуни. Усі жителі села рідною мовою назвали румунську.